# حسناء المطار (فلم)
حسناء المطار هو فيلم دراما مصري من إخراج السيد بدير وبطولة حسن يوسف، نجلاء فتحي، سامية شكري، بريجيت عمر وشفيق نور الدين. صدر الفيلم في 15 مارس 1971.

## نبذه
يتعرف المحامي (فؤاد) على الحسناء الأجنبية (جيلا) على متن الطائرة القادمة من بيروت. وفي ذات الوقت تعثر الشرطة على حقيبة مملوءة بالدولارات في المطار، في حين تقوم عصابة دولية بمطاردة (جيلا) في كل مكان للاعتراف بمكان حقيبة الأموال التي فقدتها بالمطار، ويتم تعذيبها ثم يطلقون سراحها ليعلموا مكان النقود، تستنجد بـ(فؤاد) وتطلب منه العون وتدعي أنها تتعرض لتهديدٍ من قبل أقارب زوجها الراحل بسبب الميراث، فتقيم عنده ويتم خطفها في سيارة يملكها والد خطيبته، فيشك في أن يكون صهره على علاقةٍ بالعصابة.

## طاقم العمل
- حسن يوسف بدور فؤاد سالم
- نجلاء فتحي بدور آمال
- سامية شكري بدور سوزان
- بريجيت عمر بدور جينا
- شفيق نور الدين بدور الأسطى محروس

## وصلات خارجية
- مقالات تستعمل روابط فنية بلا صلة مع ويكي بيانات
- حسناء المطار على الدهليز